# Saison 6 de The Practice : Donnell et Associés
Chronologie
Saison 5 Saison 7
Cet article présente le guide de la sixième saison de la série The Practice : Donnell et Associés (The Practice).

## Épisodes

### Épisode 1:Le Candidat (1/2)
- Titre original : The Candidate - Part 1
- Numéro(s) : 102 (6.1)
- Scénariste(s) : David E. Kelley
- Réalisateur(s) : Jeannot Szwarc
- Diffusion(s) : 
  -  États-Unis : 23 septembre 2001 sur ABC
  -  France :
- Résumé :   Le cabinet Donnell & Associés défend un charismatique sénateur accusé d'avoir tué l'amant supposé de sa femme, retrouvé mort dans leur maison. On appelle Ellenor pour défendre le sénateur, qui est aussi un ami personnel de l'homme public. Dans cette affaire, Helen se charge de l'accusation, aidée de son nouvel associé Alan Lowe.

### Épisode 2:Le Candidat (2/2)
- Titre original : The Candidate - Part 2
- Numéro(s) : 103 (6.2)
- Scénariste(s) : David E. Kelley
- Réalisateur(s) : Jeannot Szwarc
- Diffusion(s) : 
  -  États-Unis : 23 septembre 2001 sur ABC
  -  France :
- Résumé :

### Épisode 3:Dernier Recours
- Titre original :  Killing Time
- Numéro(s) : 104 (6.3)
- Scénariste(s) : Peter Blake
- Réalisateur(s) : Daniel Attias
- Diffusion(s) : 
  -  États-Unis : 30 septembre 2001 sur ABC
  -  France :
- Résumé :   Ellenor apprend que Marsha Ellison est coupable du crime pour lequel son mari a été condamné. Elle rend donc visite à Keith Ellison en prison et lui conseille de dire la vérité, ce qu'il refuse. Entre-temps, Eugene Young défend un client en liberté conditionnelle, Leonard Marshall. Il l'incite à avouer son crime, mais Marshall soutient toujours qu'il est innocent. Rebecca assiste un avocat puissant, John Mockler, connu pour son combat contre les cas de peine capitale. Elle réalise rapidement que l'homme de loi ne choisit de défendre que les cas gagnés d'avance, ce qui la déçoit au plus haut point. Avec Bobby, remettant en cause cette pratique discutable de Mockler, ils échouent pourtant à sauver un cas similaire.

### Épisode 4:Poker menteur
- Titre original : Liar's Poker
- Numéro(s) : 105 (6.4)
- Scénariste(s) : Gardner Stern, Lukas Reiter
- Réalisateur(s) : Dwight Little
- Diffusion(s) : 
  -  États-Unis : 7 octobre 2001 sur ABC
  -  France :
- Résumé :  Lindsay défend Martin Jenks, accusé de meurtre. Elle offre un deal au procureur de la République Ron Lowe, que celui-ci rejette. Mais lorsque le seul témoin oculaire meurt, Lowe change d'avis. Jenks accepte de plaider coupable pour recouvrer sa liberté, mais il est pourtant condamné à cinq ans ferme par Lowe. En guise de remboursement de ses dettes aux jeux, Jimmy accepte de représenter son bookmaker, Sid Herman, fauché, lors de son divorce. Mais la femme de Sid est assassinée.

### Épisode 5:Kidnapping (1/2)
- Titre original : Vanished - Part 1
- Numéro(s) : 106 (6.5)
- Scénariste(s) : Crystal Nix Hines
- Réalisateur(s) : Arvin Brown
- Diffusion(s) : 
  -  États-Unis : 14 octobre 2001 sur ABC
  -  France :
- Résumé : Les Baldwin, hantés par l'enlèvement de Chad, leur fils, dix-huit ans auparavant, veulent le retrouver, mort ou vif. Ils chargent donc Bobby d'interroger le détenu John Pierce, bien que celui-ci se défende d'avoir enlevé l'enfant et que la police n'ait aucune preuve tangible. Un jeune homme qui pourrait être le fils Baldwin se présente à Bobby... Pendant ce temps, Jimmy doit toujours de l'argent à son bookmaker, Sid. Sérieusement menacé, Jimmy subtilise de l'argent des fonds d'un client. Il l'utilise pour parier sur des chevaux et gagne de quoi rembourser le bookmaker. Trop tard, Jimmy remet l'argent "emprunté" sur le compte de son client : Eugene et Bobby ont découvert sa malversation.

### Épisode 6:Kidnapping (2/2)
- Titre original : Vanished - Part 2
- Numéro(s) : 107 (6.6)
- Scénariste(s) : Gardner Stern
- Réalisateur(s) : Duane Clark
- Diffusion(s) : 
  -  États-Unis : 21 octobre 2001 sur ABC
  -  France :
- Résumé : L'affaire Pierce se complique lorsqu'on découvre que le jeune homme a été enlevé. La femme qui l'a élevé, Allison Tucker, accepte de témoigner contre Pierce, mais elle cache certaines choses et négocie son immunité avec le procureur avant de se mettre à table. Selon la sœur d'Allison Tucker, cette dernière a fait plusieurs fausses couches et a même menacé « d'aller à l'hôpital voler un bébé ». Bobby soupçonne qu'Allison est le ravisseur réel et qu'elle a brillamment manipulé John Pierce. Reste pour les Baldwin à nouer une relation avec Chad que ses véritables parents ne connaissent pas, tout en ménageant la femme qui l'a élevé.

### Épisode 7:Le Code d'honneur
- Titre original : Honor Code
- Numéro(s) : 108 (6.7)
- Scénariste(s) : Lukas Reiter, David E. Kelley
- Réalisateur(s) : Jeannot Szwarc
- Diffusion(s) : 
  -  États-Unis : 18 novembre 2001 sur ABC
  -  France :
- Résumé :  Bobby, Eugène et Jimmy travaillent avec une compagnie d'assurance à éclaircir l'affaire d'une jeune victime de dix ans. Mais quand l'éthique et la morale sont mises en cause, la tension qui s'est installée entre Jimmy et Eugène provoque une mise au point des plus houleuses.

### Épisode 8:Enfants victimes
- Titre original : Suffer The Little Children
- Numéro(s) : 109 (6.8)
- Scénariste(s) : Lynne E. Litt, James Solomon
- Réalisateur(s) : Dennis Smith
- Diffusion(s) : 
  -  États-Unis : 25 novembre 2001 sur ABC
  -  France :
- Résumé :  Alan promet à une femme de retrouver le meurtrier de son fils, et est prêt à tout pour cela. Il pense avoir trouvé le coupable, le jeune membre d'un gang défendu par Ellenor. Entre-temps, Lindsay aide un homme mentalement handicapé à retrouver sa fille dont il n'a plus de nouvelles, à la suite de son incarcération à tort.

### Épisode 9:Liaisons dangereuses
- Titre original : Dangerous Liaisons
- Numéro(s) : 110 (6.9)
- Scénariste(s) : David E. Kelley
- Réalisateur(s) : Andy Wolk
- Diffusion(s) : 
  -  États-Unis : 2 décembre 2001 sur ABC
  -  France :
- Résumé :  Bobby craint que son désir de protéger une jeune cliente vulnérable n'ait une influence sur son objectivité dans son affaire. Lucy aide une femme sexuellement abusée à obtenir ce qu'elle veut : une excuse de son agresseur.

### Épisode 10:Devoir de citoyen
- Titre original : Inter Arma Silent Leges
- Numéro(s) : 111 (6.10)
- Scénariste(s) : Lukas Reiter
- Réalisateur(s) : David Semel
- Diffusion(s) : 
  -  États-Unis : 9 décembre 2001 sur ABC
  -  France :
- Résumé :  Rebecca réalise qu'il serait bon pour sa carrière qu'elle élucide le mystère de la détention du mari de son docteur par des agents fédéraux, sans raison apparente. Le détenu est un Arabe ; elle se heurte au mutisme de l'armée, où prévalent leurs lois. Pendant ce temps, Eugène est obligé d'utiliser un argument racial dans une affaire.

### Épisode 11:Un témoin non équivoque
- Titre original : Eyewitness
- Numéro(s) : 112 (6.11)
- Scénariste(s) : Peter Blake, David E. Kelley
- Réalisateur(s) : Duane Clark
- Diffusion(s) : 
  -  États-Unis : 6 janvier 2002 sur ABC
  -  France :
- Résumé :  Un révérend révèle un secret à Lindsay et Jimmy, qui pourrait inverser le cours d'une affaire de meurtre sur lequel ils enquêtent. Le révérend acceptera-t-il de témoigner ? Ellenor est contrainte de refuser une proposition d'un ami avocat, malgré les conséquences.

### Épisode 12:Test ADN
- Titre original : The Test
- Numéro(s) : 113 (6.12)
- Scénariste(s) : Lukas Reiter
- Réalisateur(s) : Christina M. Musrey
- Diffusion(s) : 
  -  États-Unis : 13 janvier 2002 sur ABC
  -  France :
- Résumé :  Il y a sept ans, alors fraîche émoulue de la fac de droit, Lindsay avait défendu un client et avait perdu son procès. Aujourd'hui l'homme purge toujours sa peine en prison, accusé de deux viols. Lindsay demande à Helen de bien vouloir effecteur des tests ADN sur lui.

### Épisode 13:Meurtre par nécessité
- Titre original : Pro Se
- Numéro(s) : 114 (6.13)
- Scénariste(s) : Jonathan Shapiro
- Réalisateur(s) : Michael Zinberg
- Diffusion(s) : 
  -  États-Unis : 10 février 2002 sur ABC
  -  France :
- Résumé :

### Épisode 14:L'Affaire du juge
- Titre original : Judge Knot
- Numéro(s) : 115 (6.14)
- Scénariste(s) : Jeff Rake
- Réalisateur(s) : Dennie Gordon
- Diffusion(s) : 
  -  États-Unis : 17 février 2002 sur ABC
  -  France :
- Résumé : Helen et Bobby sont stupéfaits d'apprendre que l'honorable Bruce McGill, un juge des plus populaires, est soupçonné par le FBI d'accepter des pots-de-vin. Convaincus qu'il est innocent, ils hésitent à assister l'homme de loi car ils risquent leur siège en prenant de telles positions.

### Épisode 15:Bill et Superman
- Titre original : Man and Superman
- Numéro(s) : 116 (6.15)
- Scénariste(s) : Lukas Reiter
- Réalisateur(s) : Jeannot Szwarc
- Diffusion(s) : 
  -  États-Unis : 24 février 2002 sur ABC
  -  France :
- Résumé : Un homme atteint de schizophrénie (il se prend pour Superman) a blessé quelqu'un alors qu'il était sous la responsabilité de l'hôpital. Son épouse demande conseil à Jimmy. Dans cette affaire, le jury doit décider si cet accident est imputable au malade, à sa femme ou à l'hôpital.

### Épisode 16:La vérité est parfois ailleurs
- Titre original : M. Premie Unplugged
- Numéro(s) : 117 (6.16)
- Scénariste(s) : John Tinker
- Réalisateur(s) : Dennis Smith
- Diffusion(s) : 
  -  États-Unis : 10 mars 2002 sur ABC
  -  France :
- Résumé : Eugène et Rebecca affrontent Helen Gamble dans un procès jugeant un père accusé de maltraitance sur mineur. Entre-temps, le procureur Mitchell Wheeler, qui avait fait une proposition inacceptable à Ellenor, revient avec une nouvelle offre, plus décente.

### Épisode 17:Vice de forme
- Titre original : Manifest Necessity
- Numéro(s) : 118 (6.17)
- Scénariste(s) : Peter Blake
- Réalisateur(s) : Christina M. Musrey
- Diffusion(s) : 
  -  États-Unis : 17 mars 2002 sur ABC
  -  France :
- Résumé : Helen Gamble poursuit un homme accusé de meurtre, qui aurait des liens avec la mafia. Un cas auquel son patron, le juge Walsh, prête une attention démesurée. Par inadvertance, Lindsay livre un client.

### Épisode 18:L'Épreuve du feu
- Titre original : Fire Proof
- Numéro(s) : 119 (6.18)
- Scénariste(s) : Jonathan Shapiro
- Réalisateur(s) : Andy Wolk
- Diffusion(s) : 
  -  États-Unis : 7 avril 2002 sur ABC
  -  France :
- Résumé : Un homme d'affaires italo-américain, vieil ami de Jimmy, est accusé d'incendie volontaire, de fraude à l'assurance et de meurtre sur un gardien, après que le feu a ravagé son usine. Jimmy refuse de croire son ami coupable. Lucy est gênée par la passion que lui voue un lycéen, stagiaire au cabinet.

### Épisode 19:Le Retour de Joey Heric
- Titre original : The Return of Joey Heric
- Numéro(s) : 120 (6.19)
- Scénariste(s) : David E. Kelley
- Réalisateur(s) : Dwight Little
- Diffusion(s) : 
  -  États-Unis : 14 avril 2002 sur ABC
  -  France :
- Résumé : Le meurtrier homosexuel et narcissique Joey Heric revient au cabinet. Jennifer Cole, prostituée droguée et cliente de Jimmy, refait aussi surface. Un de ses clients l'aurait battue et violée.

### Épisode 20:Cannibale
- Titre original : Eat and Run
- Numéro(s) : 121 (6.20)
- Scénariste(s) : David E. Kelley
- Réalisateur(s) : Dennis Smith
- Diffusion(s) : 
  -  États-Unis : 5 mai 2002 sur ABC
  -  France :
- Résumé : Bobby et toute l'équipe se sont vus assigner l'affaire Lawrence O'Malley. Ce schizophrène paranoïaque se prend pour le personnage de fiction "Hannibal Lecter". Dans la réalité, il est accusé d'avoir tué des femmes et de les avoir mangées. Le comportement de O'Malley perturbe tout le cabinet, surtout lorsqu'il appelle Lindsay "Clarice" (l'enquêtrice du FBI qui met Hannibal Lecter derrière les barreaux).

### Épisode 21:Les Frères jumeaux
- Titre original : Evil-Doers
- Numéro(s) : 122 (6.21)
- Scénariste(s) : David E. Kelley
- Réalisateur(s) : Andy Wolk
- Diffusion(s) : 
  -  États-Unis : 12 mai 2002 sur ABC
  -  France :
- Résumé : Le frère jumeau d'un homme accusé de viol donne d'incroyables nouvelles. Entre-temps, le dangereux schizophrène Lawrence O'Malley a été jugé "non coupable" à son procès. Lindsay reste terrifiée par l'homme, maintenant en liberté.

### Épisode 22:Meurtriers Mensonges
- Titre original : This Pud's for You
- Numéro(s) : 123 (6.22)
- Scénariste(s) : David E. Kelley
- Réalisateur(s) : Jeannot Szwarc
- Diffusion(s) : 
  -  États-Unis : 19 mai 2002 sur ABC
  -  France :
- Résumé : Les avocats se serrent les coudes dans une affaire mettant en cause un de leurs clients, un homme fragile avec lequel tous sont liés d'une manière ou d'une autre. Des tensions surviennent quant à la défense à adopter.

### Épisode 23:Le Verdict
- Titre original : The Verdict
- Numéro(s) : 124 (6.23)
- Scénariste(s) : David E. Kelley
- Réalisateur(s) : Dennis Smith
- Diffusion(s) : 
  -  États-Unis : 19 mai 2002 sur ABC
  -  France :
- Résumé : Nous suivons le procès mouvementé de Lindsay, qui a tiré sur Lawrence O'Malley. Elle était devenue obsédée par l'homme, remis en liberté après acquittement, dans une affaire de meurtre où elle le sait coupable. Le verdict révélé pourrait bien bouleverser l'existence de certains des avocats.